# Karim Azamoum
Karim Azamoum (Rognac, Francia, 17 de enero de 1990) es un futbolista francés. Juega como centrocampista.

## Trayectoria
Inició su trayectoria futbolística en Francia, donde jugó hasta la temporada 2017-18 en la que se fue tras el descenso con el E. S. Troyes A. C. Para la temporada 2018-19 fue contratado por el Cádiz C. F. de la Segunda División española.
En el mercado invernal de enero de 2019 pasó a préstamo al Elche C. F.
En la temporada 2019-20 fichó por el Albacete Balompié, donde jugaría durante temporada y media un total de 45 partidos de Liga y 3 de Copa del Rey.
El 1 de febrero de 2021 se desvinculó del conjunto manchego y regresó al E. S. Troyes A. C.

## Clubes
| Club                 | País    | Año       |
| -------------------- | ------- | --------- |
| R. C. O. Agde        | Francia | 2010-2011 |
| Hyères F. C.         | Francia | 2011-2013 |
| E. S. Troyes A. C.   | Francia | 2013-2018 |
| Cádiz C. F.          | España  | 2018-2019 |
| Elche C. F. (cedido) | España  | 2019      |
| Albacete Balompié    | España  | 2019-2021 |
| E. S. Troyes A. C.   | Francia | 2021-2022 |